# Juliane Æmilia
Juliane Æmilia, född 1637, död 1708. Grevinna av Schwarzburg-Rudolstadt genom giftermål. Psalmförfattare representerad i danska Psalmebog for Kirke og Hjem.

## Psalmer
- Hvo ved, hvornår mit liv har ende
- Jesus Krist, du gav mig livet